# Carl Blohm
Carl Blohm (* 18. April 1886 in Tönning; † 23. Juli 1946 in Itzehoe) war ein deutscher Maler, Grafiker und Bildhauer.

## Leben
Nach abgeschlossener Malerlehre ging Blohm auf Wanderschaft durch Deutschland und der Schweiz. Von 1910 bis 1913 besuchte er die Staatliche Kunstgewerbeschule zu Hamburg. Er war Schüler von Arthur Illies und Julius Wohlers, beide Gründungsmitglieder des Hamburgerischen Künstlerclubs von 1897. Ihr Anliegen war es, den kunstinteressierten, Hamburger Bürgern die Aufsehen erregende, neue impressionistische Freilichtmalerei aus Frankreich nahezubringen.
Bis 1915 war er als Soldat in Russland, ab 1916 freischaffend in Hamburg. Von 1920 bis Mitte der 20er Jahre wohnte er in Bielenberg an der Elbe nahe Glückstadt, unterhielt aber gleichzeitig ein Atelier in Altona. 1934 bis 1935 in Berlin, ab 1937 in Dägeling bei Itzehoe.

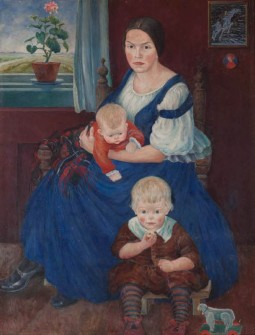
Maria Blohm mit Carsten und Detlev

1919 schloss er sich der Hamburgischen Sezession, 1920 dem Hamburger Künstlerverein von 1832 und 1924 dem Altonaer Künstlerverein an. 1925 und 1927 gehörte er der Aufnahmekommission des Vereins an. 1925 schuf er die Grafik-Jahresausgabe. Auf der bedeutenden Kunstausstellung Altona 1929, die einen Überblick über die neuste Entwicklung der Malerei in Deutschland gab, war Blohm mit drei Gemälden vertreten. 1931 trat er der Hamburgischen Künstlerschaft bei. 1937 wurden in der zentralen Aktion „Entartete Kunst“ zwei seiner Aquarelle (Mädchenköpfe) im Altonaer Museum beschlagnahmt und zerstört.
1945 war Blohm Gründungsmitglied des Steinburger Künstlerbundes.
Er unternahm ausgedehnte Studienreisen: Argentinien (1913–1914), Südfrankreich, Paris, Spanien (1920er Jahre), Albanien (1933–1934), Pommern (1935/1936). Im Januar 1944 wurde Blohm für 6 Wochen in Kiel inhaftiert, weil er einen abgestürzten amerikanischen Soldaten gerettet hatte. Durch Interventionen des den Nationalsozialisten nahestehenden Zigarettenfabrikanten Alwin Reemtsma kam er wieder frei. Blohm hatte 1942 eine Bronzebüste von Reemtsma geschaffen.

## Werk
Blohm ist bekannt für seine Marschbilder mit Motiven der Elbmarsch und der Elbe. Seine in südlichen Regionen gewonnenen Eindrücke setzte er in zahlreiche Reisebilder um. Neben den Landschaften, die ohne Menschen dargestellt wurden, widmete er sich auch der Portraitmalerei. Als Bildhauer begann Blohm in den 30er Jahren zu arbeiten (z. B. „Selbst“ und „Maria Wimmer“). Seine Plastiken stehen gleichwertig neben seinem malerischen Schaffen.
Museen mit Werken Blohms: Hamburger Kunsthalle, Altonaer Museum, Detlefsen-Museum Glückstadt.

## Ausstellungen
- 1927: Itzehoe (Max Kahlke, Helene Gries-Danican, Carl Blohm, Hermann Wehrmann, Wenzel Hablik)
- 1929: Altonaer Museum
- 1940: Itzehoe, gemeinsam mit Rudolf Grothkop
- 1959: Itzehoe, Steinburger Künstlerbund
- 1977: Itzehoe, Prinzeßhof (Carl Blohm, Helene Gries-Danican, Wenzel Hablik, Max Kahlke, Hermann Wehrmann)
- 1979: Glückstadt, Detlefsen-Museum
- 1992: Glückstadt, Palais für aktuelle Kunst
- 2009: Glückstadt, Kunstsammlung des Detlefsen-Museums, u. a. Werke von C. Blohm
- 2015/2016: Glückstadt, Detlefsen-Museum
- 2017: Itzehoe, Wenzel Hablik Museum, „Ein Wiedersehen. Fünf Steinburger Künstler: Blohm, Gries-Danican, Hablik, Kahlke, Wehrmann“